# Melounta
Melounta (in greco Μελούντα?; in turco Mallıdağ) è un villaggio di Cipro. Esso è situato de iure nel distretto di Famagosta e de facto nel distretto di Gazimağusa. È de facto sotto il controllo di Cipro del Nord. Il villaggio era abitato da turco-ciprioti anche prima del 1974.
Nel 2011 Melounta aveva 182 abitanti.

## Geografia fisica
Esso è situato a 9 km a nord di Lefkoniko/Gecitkale, sul lato sud della catena montuosa orientale del Pentadaktylos, e si trova a otto chilometri a sud-ovest del villaggio di Akanthou/Tatlısu. Melounta si trova più o meno alla stessa distanza dalle principali città di Cipro del Nord, Nicosia, Famagosta e Kyrenia.

## Origini del nome
Il significato del nome è oscuro. Nel 1958, i turco-ciprioti cambiarono il nome in Mallıdağ, che significa "montagna con proprietà".

## Società

### Evoluzione demografica
Nel censimento ottomano del 1831, i musulmani (turco-ciprioti) costituivano gli unici abitanti del villaggio. Per tutto il periodo britannico il villaggio è stato abitato esclusivamente da turco-ciprioti, a parte uno o due greco-ciprioti che compaiono nei documenti per brevi periodi. Nella prima metà del XX secolo, la popolazione del villaggio è aumentata costantemente, passando da 95 abitanti nel 1901 a 274 nel 1960.
Nessuno è stato sfollato dalla popolazione originaria; tuttavia, il villaggio è servito come centro di accoglienza temporaneo per gli sfollati turco-ciprioti nel 1964. Il geografo politico Richard Patrick ha affermato che nel 1971 non c'erano sfollati nel villaggio. Dal 1964 al 1974, il villaggio è stato amministrativamente parte dell'enclave turco-cipriota di Chatos/Serdarlı ed è servito come avamposto per questa enclave. Patrick stimava la popolazione del villaggio a 300 abitanti nel 1971.
Attualmente il villaggio è abitato principalmente dai suoi abitanti originari. A causa della migrazione dei giovani per trovare lavoro in città e all'estero, la popolazione del villaggio è diminuita notevolmente, passando da 300 abitanti nel 1971 a 189 nel 2006.

## Economia

### Agricoltura
I campi a ovest, sud e est del villaggio sono rinomati per la loro fertilità. Qui si coltivano, tra gli altri, orzo, carrube, olive e angurie. Inoltre, a seconda della stagione, capperi, asparagi selvatici, timo, lumache, e una varietà di bacche commestibili attendono il raccoglitore nelle immediate vicinanze di Melounta.